# Canal Whiteside
Pour les articles homonymes, voir Whiteside.

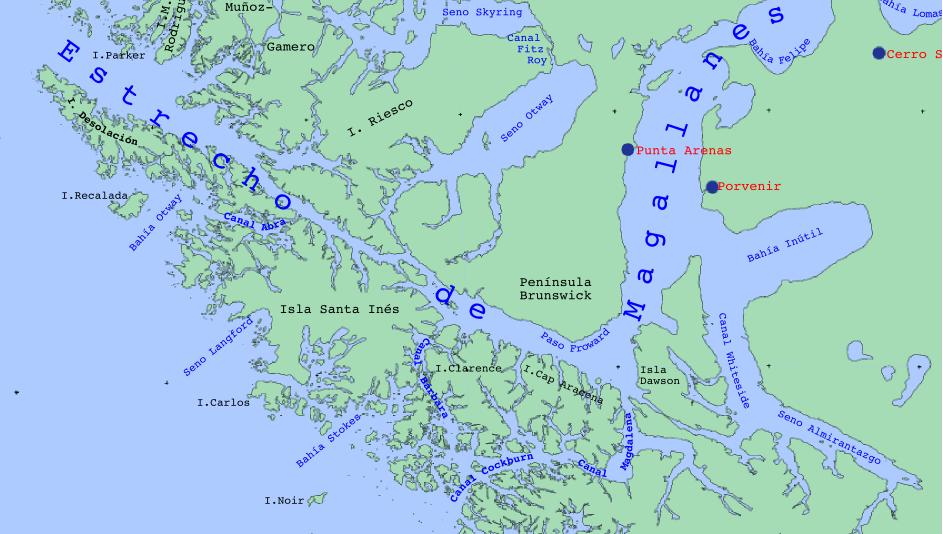

Le canal Whiteside est un bras de mer situé au sud du Chili, dans la région de Magallanes et de l'Antarctique chilien. Il sépare l'île Dawson (à l'ouest) et la grande île de la Terre de Feu (à l'est). Le canal Whiteside s'étend dans sa longueur de la baie Inútil jusqu'au fjord Almirantazgo.